# Acta Botánica Mexicana
Acta Botánica Mexicana (abreviado Acta Bot. Mex.) es una revista ilustrada con descripciones botánicas que es editada en México desde el año 1988.

## Estructura
La revista da a conocer trabajos originales e inéditos en todas las áreas de la botánica, incluyendo florística, taxonomía, taxones nuevos para la ciencia, ecología, etnobotánica, paleontología, evolución, conservación, etc. Aparece cuatro veces al año con una periodicidad estricta en enero, abril, julio y octubre. Todo artículo que se presente para su publicación deberá someterse a través del sistema de envíos en línea. Acepta artículos de investigación, notas científicas, revisiones sobre temas específicos y reseñas de libros, en español e inglés. Es una publicación financiada por el Instituto de Ecología, A.C. y es editada en el Centro Regional del Bajío de esta institución. Se publica en papel y en formato digital. A partir del número 118 (enero de 2017), se publica únicamente en formato digital.